# Teirnyon
Teirnyon Twryv Vliant - Lord na Gwent Is Coed opisany przez Lady Charlotte Guest w "Mabinogionie". Towarzysz przygód Pwylla, przybrany ojciec Pryderi'ego. Jego klacz, najpiękniejsza w królestwie, co roku źrebiła się w nocy Beltaine, a jej źrebię znikało. Pewnego razu Teirnyon postanowił zdemaskować porywacza i tuż po powiciu źrebaka zauważył wielką łąpę sięgającą po małego. Odciął ją mieczem i wybiegł na zewnątrz, nie znalazł jednak potwora w ciemności nocy. Kiedy wrócił, ujrzał na progu małe dzieciątko. Pokazał je żonie i wspólnie 
postanowili adoptować chłopca, nadając mu imię Gwri Wallt Euryn. Po czterech latach chłopiec okazał się zaginionym synem Pwylla i Rhiannon, Pryderim. Teirnyon zwrócił więc chłopca rodzicom, pozostając jednak jego przybranym ojcem.